# Ernst John (Ethnograph)
Ernst Hermann Hugo John (* 21. Oktober 1867 in Annaberg; † 5. September 1937 ebenda) war ein deutscher Lehrer und Ethnograph des sächsischen Erzgebirges.

## Leben
Er wuchs als Sohn eines frühzeitig verstorbenen Eisenbahners bei seiner Mutter und den Großeltern in Gößnitz auf, wo er auch zur Schule ging. 1882 wechselte er nach Meerane an die Realschule und 1884 an das sächsische Lehrerseminar nach Waldenburg. 1890 erhielt er seine erste Stelle als Hilfslehrer in Ziegelheim, wo er drei Jahre blieb, bis er 1893 das Vikariat in Oberwürschnitz übernahm. Aber auch als Vikar war er nicht glücklich. Erst nachdem er eine Weiterbildung als Zeichenlehrer in Dresden erfolgreich absolviert hatte, fand er – nach kurzem Aufenthalt an der Bürgerschule in Aue – seine endgültige Berufung als Lehrer und Studienrat am Königlichen Lehrerseminar in Annaberg.

## Werke
In seiner Freizeit interessierte er sich für das Volksleben im Erzgebirge und legte mehrere Publikationen darüber vor, von denen die beiden folgenden die bedeutendsten sind:
- Aberglaube, Sitte und Brauch im sächsischen Erzgebirge: ein Beitrag zur deutschen Volkskunde. Grafersche Buchhandlung (R. Liesche), Annaberg 1909, archive.org
- Volkslieder und volkstümliche Lieder aus dem sachsischen Erzgebirge. Anhang: Tschumperliedchen und Spottreime. Grafersche Buchhandlung (R. Liesche), Annaberg 1909, archive.org